# 德川治貞
德川治貞（日语：／ Tokugawa Harusada，1728年3月26日—1789年12月12日），日本江戶時代大名，西條藩第5代藩主及紀州藩第9代藩主。

## 生平
享保十三年二月十六（1728年3月26日）出生，是紀州藩第6代藩主德川宗直的次子，幼名春千代。寬保元年（1741年）過繼給支藩西條藩藩主松平賴邑作養子並元服，改名松平賴淳（日语：／ Matsudaira Yoriatsu），敘從四位下左近衛權少將兼修理大夫，到寶曆三年（1753年）繼承西條藩。
安永四年（1775年），紀州藩藩主德川重倫（治貞的侄子）隱居，由於重倫的長子彌之助早逝，次子岩千代（即後來的治寶）又年幼，因此以賴淳繼承紀州藩，同時亦以岩千代作養子，而西條藩則讓給重倫之弟松平賴謙繼承。繼承紀州藩時，賴淳接受將軍德川家治的偏諱，改名治貞。
治貞仿效第8代將軍德川吉宗的享保改革施行藩政改革，整頓紀州藩的財政，同時實施節儉政策。
寬政元年十月二十六（1789年12月12日）治貞逝世，享年61歲。
| 德川治貞        |                               |                 |
| 貴族爵位和頭銜  |                               |                 |
| 前任： 松平賴邑 | 西條松平家當主 1753年－1775年 | 繼任： 松平賴謙 |
| 前任： 德川重倫 | 紀州德川家當主 1775年－1789年 | 繼任： 德川治寶 |
| 官衔            |                               |                 |
| 前任： 松平賴邑 | 西條藩藩主 1753年－1775年     | 繼任： 松平賴謙 |
| 前任： 德川重倫 | 紀州藩藩主 1775年－1789年     | 繼任： 德川治寶 |